# 萨尔迪维亚
萨尔迪维亚（西班牙語：Zaldivia）是西班牙巴斯克自治区吉普斯夸省的一个市镇。总面积16平方公里，总人口1490人（2001年），人口密度93人/平方公里。